# Quasi-contrat d'annonce de gain en droit français
Le quasi-contrat d'annonce de gain (parfois qualifié de loterie publicitaire) est l'un des quatre quasi-contrats du droit civil français. Il est le plus récent de ceux-ci, constaté en 2002 par un arrêt de chambre mixte de la Cour de cassation du 6 septembre 2002. L'hypothèse classique est celle de la loterie publicitaire, où un individu se voit annoncer un gain alors qu'il ne l'a pas véritablement obtenu. Dans les cas où l'existence d'un aléa n'est pas mise en évidence, la jurisprudence retient, au visa de l'article 1300 du code civil (article 1371 avant l'ordonnance du 10 février 2016) que la personne qui a promis le gain à une autre personne s'est obligée envers elle à le délivrer.  

## Loterie publicitaire en droit français
Le quasi-contrat d'annonce de gain est né de la connaissance par les juridictions des pratiques dites de "loterie publicitaires". Leur régime spécifique des loteries en droit français est à la base de la jurisprudence actuelle. 
Une loi du 21 mai 1836, aujourd'hui codifiée aux articles L322-1 à L322-7 du Code de la sécurité intérieure prohibe les loteries traditionnelles, sauf exceptions. Ainsi, l'article L322-2-2 du même code rend licite les opérations publicitaires disposées à l'article L121-36 du Code de la consommation. C'est ce dernier article, qui permet d'harmoniser le droit français avec le droit européen pour cette question, qui dispose d'une définition légale de la loterie publicitaire en disposant qu'elles "sont licites dès lors qu'elles ne sont pas déloyales".
La question qui fut posée devant les juridictions tenait, in fine, à savoir si un lien d'obligation existait entre le consommateur et le professionnel qui aurait permis au consommateur créancier d'exiger du professionnel débiteur le lot promis. 

## Évolution jurisprudentielle

### Approche par le biais de l'acte juridique

#### Acte juridique unilatéral
Les premières solutions rendues par la Cour de cassation se base sur la notion de l'acte juridique, précisément sur celle d'acte juridique unilatéral. Le document est qualifié de participation, et permet ainsi de juger une volonté du professionnel de s'engager ; ce qui conduit à donner une force contraignante au document de participation. 

#### Qualification de l'offre de gain
L'approche par le vecteur de l'acte juridique unilatéral est cependant complété par une caractérisation d'"offre de gain". En se basant sur le principe du consensualisme la juridiction suprême de l'ordre judiciaire qualifie le document envoyé aux consommateur d'"offre de gain" et interprète leur renvoi de la participation comme une acceptation. La formation d'un contrat permet donc d'engager la responsabilité contractuelle -par application du principe du principe de relativité des conventions- du professionnel qui ne délivrerait pas le bien. 
Le raisonnement juridique de la Cour de cassation présente cependant une faille. Le droit français exigeant que l'offre fût ferme et définitive or, rien ici ne semble afficher clairement le fait que le professionnel souhaitait de manière ferme délivrer le lot (du moins pas à chaque personne sollicité pour participer). 

### Approche par le biais du fait juridique
Face à cette faiblesse, la jurisprudence de la Cour de cassation abandonne l'idée de voir le problème par le faisceau de l'acte juridique et fonde ses décisions sur la base du fait juridique, ce qui impliquera d'engager la responsabilité délictuelle du professionnel. 
Au visa combiné des articles L121-36 et L120-1 du Code de la consommation la Cour de  cassation va juger que les professionnels qui laissent croire à la personne qu'elle aurait gagné un lot alors qu'elle n'a en réalité qu'une chance de le gagner commettent une faute. Cette faute est la déloyauté qui transgresse les exigences de l'article L120-1 susvisé. 

## Consécration du quasi-contrat d'annonce de gain dans l'arrêt du 6 septembre 2002
L'approche du problème par le biais de la responsabilité délictuelle présente une faiblesse. Le droit français pour ouvrir un droit à réparation exige entre autres la preuve d'un préjudice. Puisque le professionnel n'a rien enlevé au consommateur, on se tournera simplement vers un préjudice moral. L’inconvénient est que les juridictions du fond auront des difficultés pour définir la valeur de ce préjudice. 
Dans un arrêt de chambre mixte du 6 septembre 2002, rendu au visa de l'article 1371 du Code civil la Cour de  cassation crée donc un nouveau quasi contrat : le quasi contrat d'annonce de gain. Selon les termes de l'arrêt, « l'organisateur d'une loterie qui annonce un gain à une personne dénommée sans mettre en évidence l'existence d'un aléa s'oblige, par ce fait purement volontaire, à le délivrer ».
Ce nouveau quasi-contrat connaît immédiatement un succès en jurisprudence. En effet, la situation correspond tout à fait au régime du quasi contrat : un cadre non contractuel et un fait volontaire avec des effets de droit. De plus, seul le critère de l'évidence de l'aléa subsiste pour qualifier ou non ce quasi-contrat.

## Précision du régime par la jurisprudence de la Cour de cassation

### Mise en évidence de l'aléa
Un arrêt de la première chambre civile de la Cour de cassation du 19 mars 2015 précise le régime de l'aléa. Dans cet arrêt, la Cour de cassation confirme une décision d'appel qui retenait l'aléa n'était pas mis en évidence, puisqu'il n'était pas visible « à la première lecture ». Cela signifie que dans les cas où le professionnel ne mentionnerait pas suffisamment visiblement l'aléa (dans les faits de l'espèce, la mention est en petit caractères, et des mentions plus grandes annonce un "gain immédiat") il s'engagerait à délivrer le lot. 

### Absence d'obligation pour le consommateur
L'arrêt du 19 mars 2015 rendu par la première chambre civile consacre aussi l'absence d'action de la part du consommateur. La première chambre civile maintient une appréciation stricte du régime : c'est l'annonce du gain qui oblige le professionnel à le délivrer. Cela signifie que le consommateur n'aura pas besoin de renvoyer un quelconque bulletin de participation. L'arrêt retenant « que l'organisateur de la loterie publicitaire était tenu à la délivrance du gain annoncé, sans pouvoir la subordonner au renvoi par le destinataire du bon de participation ».